# Pieni-Kiikkara
Pieni-Kiikkara är öar i Finland. De ligger i Bottenviken och i kommunen Kemi i landskapet Lappland, i den norra delen av landet. Öarna ligger omkring 110 kilometer sydväst om Rovaniemi och omkring 620 kilometer norr om Helsingfors.
Arean för den av öarna koordinaterna pekar på är 0,6 hektar och dess största längd är 120 meter i sydöst-nordvästlig riktning. Närmaste större samhälle är Kemi, 8,5 km nordost om Pieni-Kiikkara.